# Schloß Holte-Stukenbrock
Schloß Holte-Stukenbrock is een stad en gemeente in de Duitse deelstaat Noordrijn-Westfalen, gelegen in de Kreis Gütersloh. De gemeente telt 26.943 inwoners (31 december 2020) op een oppervlakte van 67,47 km². Naburige steden zijn onder andere Borgholzhausen, Gütersloh en Harsewinkel. 
De naam Schloß Holte is in de Duitse spellingwijziging van 1996-2005 niet in Schloss Holte veranderd, om dezelfde redenen als waarom bij de spellingswijziging in Nederland in 1947 plaatsnamen als Grootebroek en Oudenbosch niet zijn aangepast tot Grotebroek en Oudenbos.

## Ligging
Schloß Holte-Stukenbrock ligt tussen vier grotere steden in, te weten Gütersloh 20 km westwaarts, Bielefeld 16 km noordwestwaarts, Detmold 18 km oostwaarts en Paderborn 25 km zuidwaarts.
De gemeente ligt aan de noordrand van een tamelijk vochtig, deels met bos, deels met moeras, deels met akkerland bedekt gebied dat Die Senne genoemd wordt. Aan de noordoostkant van de gemeente ligt een heuvelrug, die Lippischer Wald heet.
In een hoogveen- en heidegebied op de grens van de gemeente en Paderborn ontspringt de Eems. Aangrenzend is het uiterste oosten van de gemeente, een groot gebied in de Senne en het Lippische Wald, verboden toegang, omdat het militair oefenterrein is.

## Stadsdelen

Stadsdelen van Schloß Holte-Stukenbrock

Schloß Holte-Stukenbrock is een fusiegemeente, die voornamelijk bestaat uit de plaatsen Schloß Holte, ten westen van de Autobahn A33 en Stukenbrock ten oosten van die Autobahn, en verder Liemke, aan de zuidkant van Schloß Holte.

## Verkeer, vervoer
De gemeente ligt aan weerszijden van de Autobahn A33. Afrit 22 en 23 liggen binnen de gemeentegrenzen.

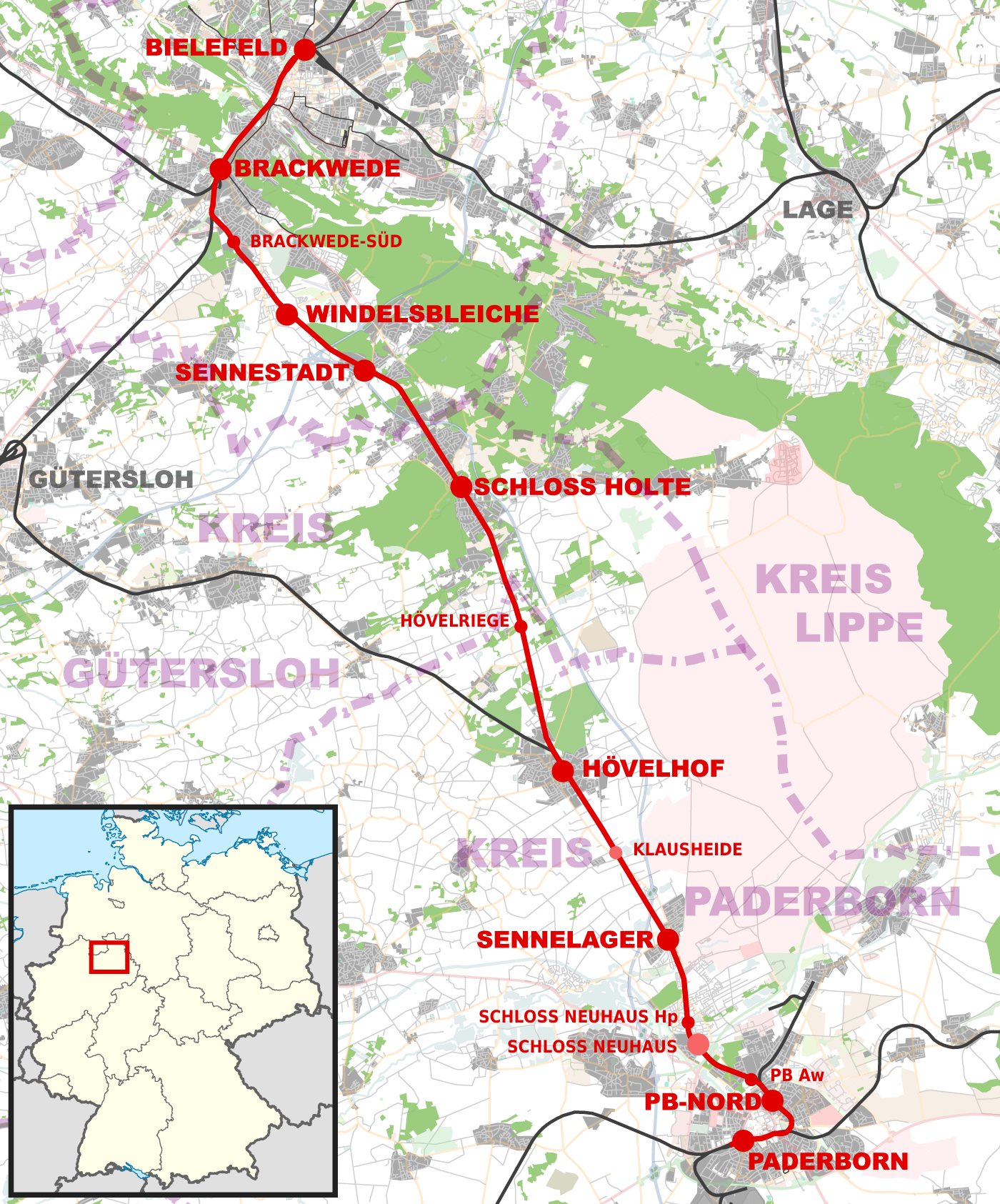
Tracé Senne-Bahn

Een spoorlijn van Station Brackwede nabij Bielefeld naar Paderborn loopt door de gemeente. Deze treinen stoppen ook aan het station Schloß Holte-Stukenbrock. Naast dit station ligt een uitgestrekt bedrijventerrein (voor het midden- en kleinbedrijf).
Direct ten noorden van de gemeente, in de aangrenzende gemeente Oerlinghausen, ligt een groot zweefvliegterrein.

## Economie
In de gemeente zijn enige grote ondernemingen gevestigd: 
In het stadsdeel Liemke staat een zeer groot distributiecentrum van de Aldi-supermarktketen. Verder is Synaxon AG er gevestigd, waar weliswaar maar ongeveer 150 mensen werken, maar dat een wereldwijd opererend IT-dienstverleningsbedrijf met een miljardenomzet is. De ijzergieterij, die er sinds 1877 draait, dankt haar ontstaan aan de voormalige ijzeroerwinning. 
De gemeente heeft daarnaast veel midden- en kleinbedrijf binnen haar grenzen.
In de dienstensector valt de politie- en politiehondengeleidersschool op. Deze staat op de plaats van het voormalige krijgsgevangenenkamp (zie hierna).

## Geschiedenis
Graaf Jan III van Rietberg liet in 1618 het jachtslot Schloss Holte bouwen op de plaats van een ouder kasteel, dat vanaf de 14e eeuw een grensvesting was van de heren van het Graafschap Rietberg.
In 1822 werd het vervallen kasteel aangekocht en gerenoveerd door Friedrich Ludwig Tenge, een rijke industrieel die tevens ten zuiden van het kasteel een ijzerertsoven oprichtte. De bodem in deze streek bevatte namelijk winbare hoeveelheden ijzeroer. Deze familie heeft het kasteel nog steeds in bezit.  De bij de ijzerertsoven behorende gebouwen zijn na de beëindiging van de productie in 1979 gesloopt.
Het dorp Schloß Holte ontwikkelde zich hieromheen.
Stukenbrock was van zijn ontstaan in de 12e eeuw tot omstreeks 1900 een bescheiden boerendorp.
Van 1941 tot 1945 lag bij het stadsdeel Stukenbrock een Duits krijgsgevangenenkamp met de naam Stammlager VI K (326) Senne. Hier werden vooral krijgsgevangenen uit de voormalige Sovjet-Unie gevangen gehouden. Velen van hen moesten na een kort of langer verblijf naar een concentratiekamp, wat zeer veel van deze gevangenen niet overleefden. Na de val van het Derde Rijk werd het kamp door de geallieerde bezettingstroepen onder de naam Internierungslager Eselheide tot 1948 gebruikt als gevangenenkamp voor gewezen nazi's en voor Duitse krijgsgevangenen. In de politieschool, die nu in het voormalige kamp gevestigd is, bevindt zich een herinneringscentrum. Jaarlijks vindt op 1 september een herdenking van de slachtoffers van het kamp plaats. Ter plaatse is ook een Russisch oorlogskerkhof met 900 graven.

## Bezienswaardigheden
- Sinds 1969 ligt 3 km ten zuid-zuidoosten van het stadsdeel Stukenbrock een safaripark annex pretpark, Safariland Stukenbrock genaamd. Het is jaarlijks geopend van omstreeks 1 april tot 1 september; in september en oktober geopend in de weekends en de herfstvakantie van de Duitse basisscholen. Het safaripark bezit een aantal, van het illusionistenduo  Siegfried & Roy overgenomen, witte tijgers.
- De  vroeg 17e-eeuwse Katholische Pfarrkirche Sankt Johannes Baptist en de  kleine, in vakwerkstijl gebouwde Brinkkapelle (18e eeuw), beide in stadsdeel Stukenbrock, zijn de oudste kerkgebouwen in de gemeente. Verder staat er nog een aantal 19e- en 20e-eeuwse kerkgebouwen.
- Het kasteel Holte, opvallend geel geverfd, is niet voor bezichtiging geopend. Een gedeelte van het slot is verbouwd tot huurappartementencomplex.
- Op 350 meter ten zuidwesten van het kasteel staat in het Holter Wald een zgn. duizendjarige eik. Deze boom geldt al sinds 1937 als natuurmonument. Onderzoek door boomchirurgen, die de boom ook regelmatig nog onderhouden, heeft uitgewezen, dat de eik vermoedelijk in de 16e eeuw is ontkiemd, en dus in werkelijkheid 400 à 500 jaar oud is. Deze eik is ook als boommotief in het stadswapen van de gemeente verwerkt. Er loopt een wandel- en fietsroute langs de boom.
- De gemeente promoot het fietstoerisme sterk, vooral door het uitzetten van langeafstandsfietsroutes.

## Belangrijke personen in relatie tot de gemeente

### Geboren
- Ewald Lienen (*1953 te Liemke), Duits profvoetballer en voetbaltrainer

## Afbeeldingen

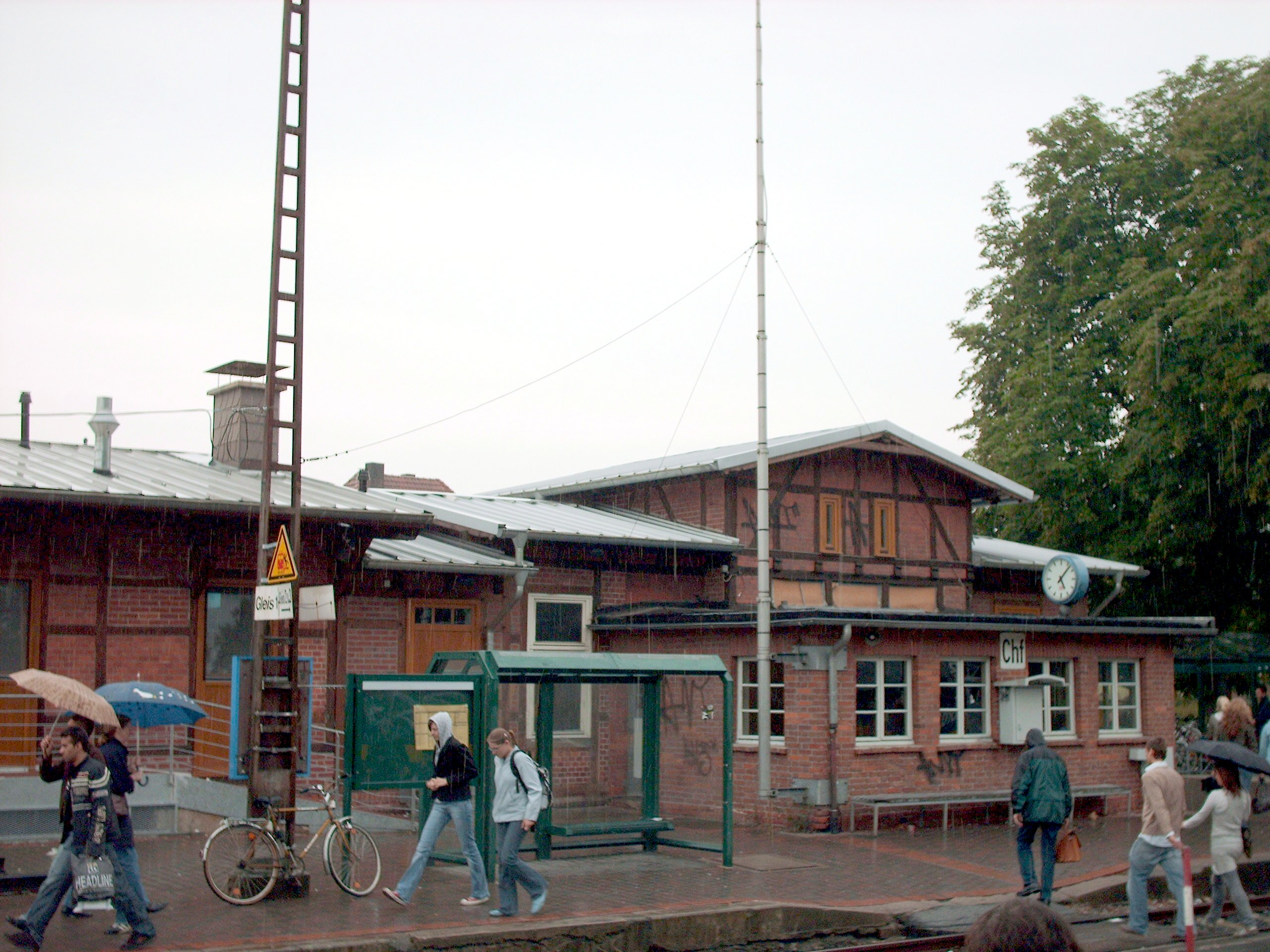
Station Schloß Holte
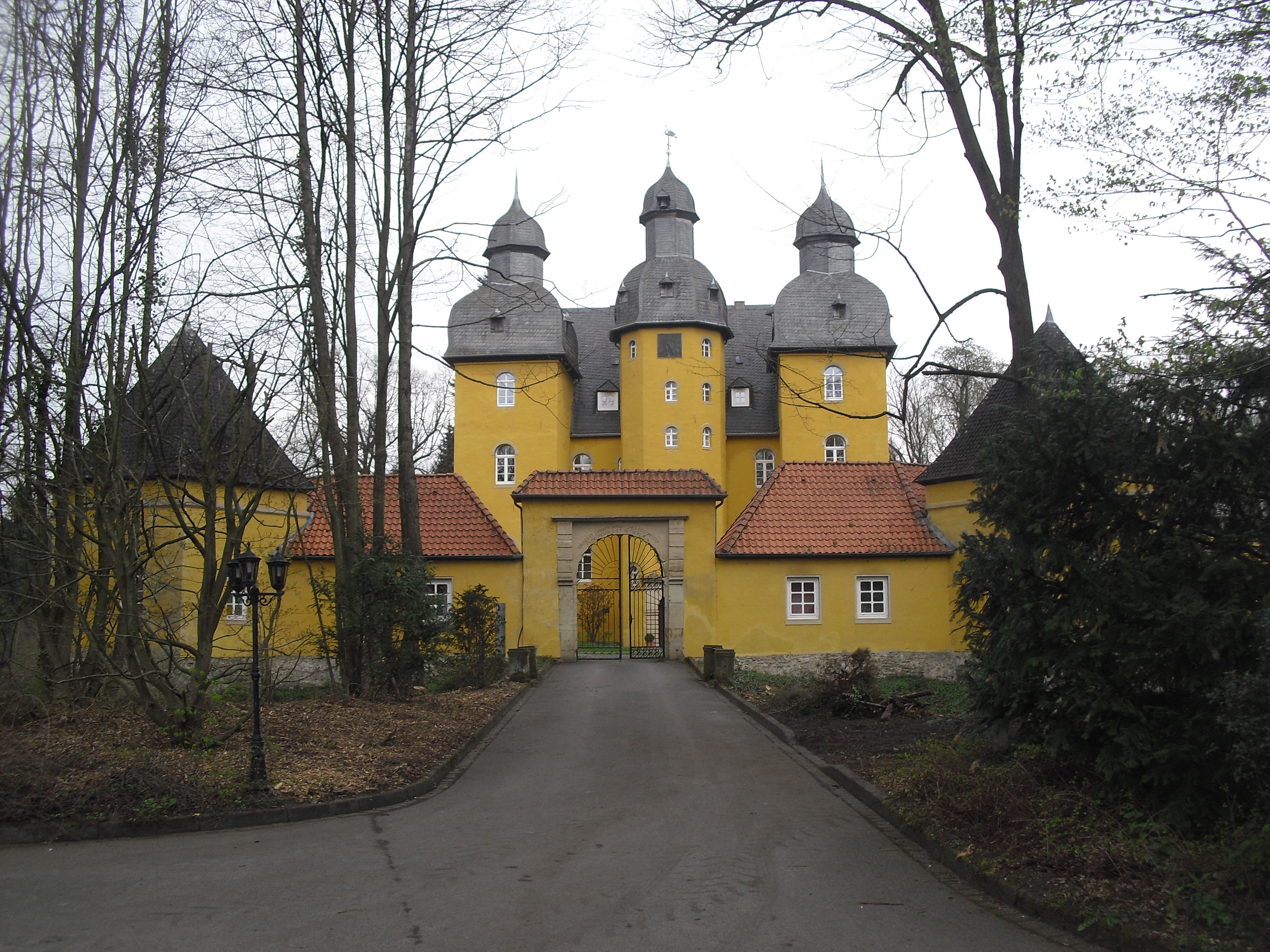
Schloss Holte
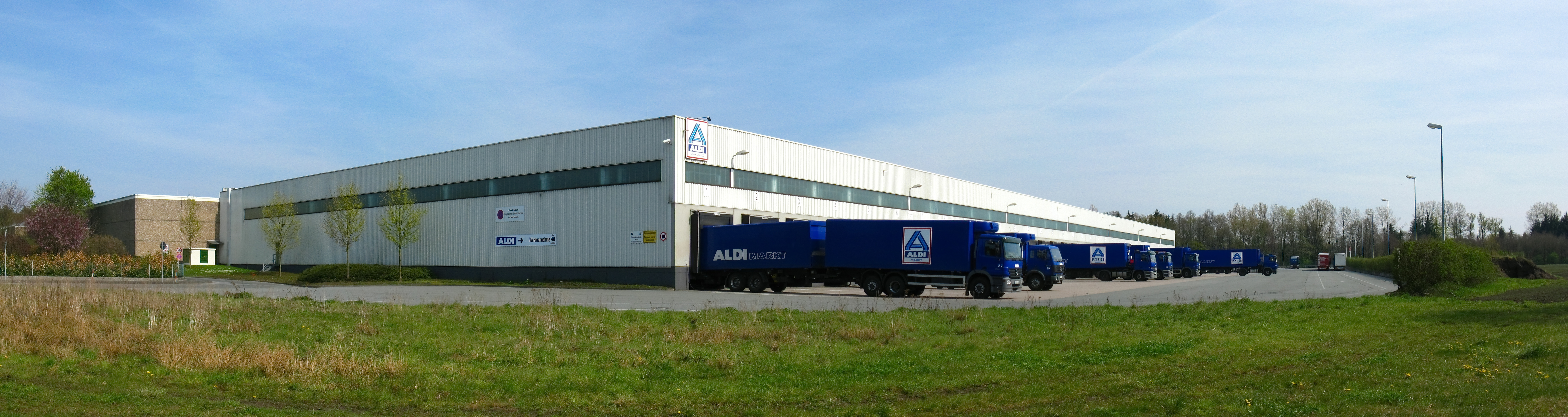
Magazijn fa. Aldi

Borgholzhausen · Gütersloh · Halle · Harsewinkel · Herzebrock-Clarholz · Langenberg · Rheda-Wiedenbrück · Rietberg · Schloß Holte-Stukenbrock · Steinhagen · Verl · Versmold · Werther